# Postleitzahl (Namibia)
Postleitzahlen in Namibia gibt es wieder seit Anfang 2018. Zuvor waren diese seit 1990 unbekannt.

## Seit 2018
Anfang 2018 hat Nampost fünfstellige Postleitzahlen eingeführt. Diese wurden wieder überarbeitet und schlussendlich im Januar 2019 veröffentlicht. Die Postleitzahlen sind in drei Hierarchien aufgebaut:
- Region – die ersten beiden Ziffern, die den 14 Regionen entsprechen und von 10 bis 23 reichen
- Postamt – die letzten beiden Ziffern

Die dritte Ziffer ist derzeit immer eine „0“. Sie soll später die Möglichkeit der Zustellung an Straßenadressen dienen.
Sie finden im praktischen Leben (Stand August 2022) kaum Anwendung und sind weitestgehend unbekannt.

## Vor 1990
Vor der Unabhängigkeit waren namibische Empfangsadressen (P. O. Box bzw. P/bag) dem südafrikanischen Postleitzahlensystem zugeordnet. Es galt der Postleitzahlenbereich 9000–9299 für Namibia inklusive Walvis Bay.
Vereinzelt wurde z. B. in staatlichen namibischen Formularen weiterhin (Stand August 2018) nach einer Postleitzahl gefragt. Hier wurde stets seit 1990 einheitlich die 9000 als Platzhalter eingetragen.